# Graeme Fell
Graeme Fell (Graeme Vincent Fell; * 19. März 1959 in Romford, heute London Borough of Havering) ist ein ehemaliger kanadischer Hindernisläufer britischer Herkunft.

## Leben
1982 gewann er, für England startend, die Silbermedaille bei den Commonwealth Games in Brisbane. Im Jahr darauf wurde er Sechster bei den Weltmeisterschaften in Helsinki.
Als Kanadier siegte er dann bei den Commonwealth Games 1986 in Edinburgh. Bei den Weltmeisterschaften 1987 in Rom wurde er Fünfter, bei den Olympischen Spielen 1988 in Seoul Elfterund bei den Commonwealth Games 1990 in Auckland Vierter.
1991 kam er bei den Weltmeisterschaften in Tokio auf den 14. Platz, 1992 schied er bei den Olympischen Spielen in Barcelona im Vorlauf aus, und 1994 in Victoria errang er mit Bronze seine dritte Medaille bei den Commonwealth Games. Nach einem Vorrunden-Aus bei den Weltmeisterschaften 1995 in Göteborg beendete er seine internationale Karriere.
Insgesamt wurde er siebenmal kanadischer Meister (1985–1989, 1993, 1995) im Hindernislauf. Auch im Straßenlauf hatte er einige Erfolge. 1986 und 1987 gewann er den von ihm mitbegründeten Vancouver Sun Run, 1994 siegte er beim California International Marathon.
Graeme Fell startete für den Verein Richmond Kajaks und wurde von Doug Clement trainiert. Er lebt in Vancouver, wo er Lehrer an einer Grundschule ist und Jugendliche trainiert.

## Persönliche Bestzeiten
- 1500 m: 3:39,3 min, 9. August 1985, Montreal
  - Halle: 3:47,33 min, 7. Februar 1988, Karlsruhe
- 3000 m: 7:47,95 min, 16. August 1985, Bern (ehemaliger kanadischer Rekord)
  - Halle: 7:58,32 min, 31. Januar 1986, Toronto
- 5000 m: 13:30,76 min, 7. Mai 1989, Hamamatsu
  - Halle: 13:44,08 min, 5. Februar 1989, Fairfax (ehemaliger kanadischer Rekord)
- Marathon: 2:16:13 h, 4. Dezember 1994, Sacramento
- 3000 m Hindernis: 8:12,58 min, 28. August 1985, Koblenz (kanadischer Rekord)